# Micropristis
Micropristis è un genere estinto di razze del sottordine degli Sclerorhynchoidei, vissuto durante il Cretaceo superiore. I fossili attribuiti a questo genere sono stati ritrovati in Medio Oriente e in Europa.

## Descrizione
L'olotipo della specie Micropristis solomonis, rinvenuto in Libano e conservato presso l'American Museum of Natural History, conserva il rostro quasi completo, la parte superiore della testa (parzialmente danneggiata) e una debole impronta di una pinna pettorale.
Il rostro era dritto o leggermente convesso ai lati. Verso la punta, il rostro si restringeva rapidamente. La testa si allargava improvvisamente anteriormente alla bocca, raggiungendo una larghezza di circa 10 cm. Il rostro era costituito da una fitta struttura a mosaico di calcificazioni esagonali minute. Non è stata osservata presenza di dentellature sulla superficie del rostro, ma un rivestimento stellato è visibile lungo i lati della testa fino alla fusione con il rostro. Alla base dei raggi delle pinne, le scaglie sono poligonali, lisce e dotate di smalto.
Le dentellature laterali del rostro erano significativamente differenti rispetto a quelle dell'affine Sclerorhynchus atavus. In Micropristis i denti erano più piccoli (massimo 3 mm di lunghezza), molto più numerosi (circa 8 denti ogni 10 mm) e caratterizzati da una base stellata. Dopo una parte cilindrica basale, il dente si allargava improvvisamente, e il tratto distale si incurvava leggermente, mostrando una superficie convessa e affilata. Solo la porzione distale risultava smaltata.

## Etimologia
Il nome specifico solomonis è dedicato a Re Salomone, celebrato come re, filosofo, poeta e naturalista.

## Classificazione
L'olotipo di Micropristis solomonis proviene da terreni del Cenomaniano nel giacimento di Hjoula, una delle località fossilifere del Libano famose per la fauna marina cretacica eccezionalmente preservata. Inizialmente venne descritto da Oliver Perry Hay nel 1903 come una nuova specie del genere Sclerorhynchus, ma fu in seguito Cappetta nel 1980 ad attribuire la specie a un nuovo genere, Micropristis. Altri fossili attribuiti a questo genere sono stati scoperti in Europa, in terreni del Santoniano - Campaniano.
Secondo una recente classificazione degli Scleroshynchoidea, Micropristis è un rappresentante della famiglia Ganopristidae, comprendente anche Libanopristis e Sclerorhynchus.